# Gray-la-Ville
Gray-la-Ville ist eine Gemeinde im französischen Département Haute-Saône in der Region Bourgogne-Franche-Comté.

## Geographie
Gray-la-Ville liegt auf einer Höhe von 198 m über dem Meeresspiegel, anderthalb Kilometer westlich von Gray und etwa 42 Kilometer westnordwestlich der Stadt Besançon (Luftlinie). Das Dorf erstreckt sich im Südwesten des Départements, in der Ebene von Gray, in der Talniederung der Saône.
Die Fläche des 3,97 km² großen Gemeindegebiets umfasst einen Abschnitt des mittleren Saône-Tals. Die westliche und nördliche Grenze verläuft stets entlang der Saône, die hier mit einem Bogen durch eine Alluvialebene fließt. Die Ebene liegt durchschnittlich auf 185 m und weist eine Breite von ungefähr drei Kilometern auf. Vom Flusslauf erstreckt sich das Gemeindeareal nach Südosten über die Talebene, die vorwiegend landwirtschaftlich genutzt wird, bis an den Stadtrand von Gray. Ganz im Südosten steigt das Gelände leicht an zu einem Plateau, das aus Sedimenten des Tertiärs und der oberen Jurazeit aufgebaut ist. Mit 238 m wird hier die höchste Erhebung von Gray-la-Ville erreicht.
Zu Gray-la-Ville gehört der Weiler Essertey (195 m) am südlichen Ufer der Saône. Nachbargemeinden von Gray-la-Ville sind Arc-lès-Gray im Norden, Gray im Osten, Velet im Süden sowie Mantoche im Westen.

## Geschichte
Spuren eines römischen Verkehrsweges weisen auf eine sehr frühe Besiedlung des Gebietes hin. Erstmals urkundlich erwähnt wird Gray-la-Ville bereits im Jahr 887 als Besitz des Bischofs von Langres, Gilon de Tournus. Im Mittelalter gehörte das Dorf zur Freigrafschaft Burgund und darin zum Gebiet des Bailliage d’Amont. In der Folge war das Schicksal von Gray-la-Ville eng mit demjenigen der Stadt Gray verbunden. Das Dorf wurde 1479 von Truppen des französischen Königs Ludwig XI. verwüstet. Zusammen mit der übrigen Freigrafschaft gelangte Gray-la-Ville mit dem Frieden von Nimwegen 1678 definitiv an Frankreich. Heute ist Gray-la-Ville Mitglied des 16 Ortschaften umfassenden Gemeindeverbandes Communauté de communes Val de Gray.

## Sehenswürdigkeiten
Die Kirche Saint-Maurice mit einem Portal im Flamboyantstil wurde im 18. Jahrhundert neu erbaut. Zur bemerkenswerten Ausstattung gehören ein vergoldeter, reich geschnitzter Altar (18. Jahrhundert) und eine Statue von Saint-Jean l’Évangeliste (15. Jahrhundert).

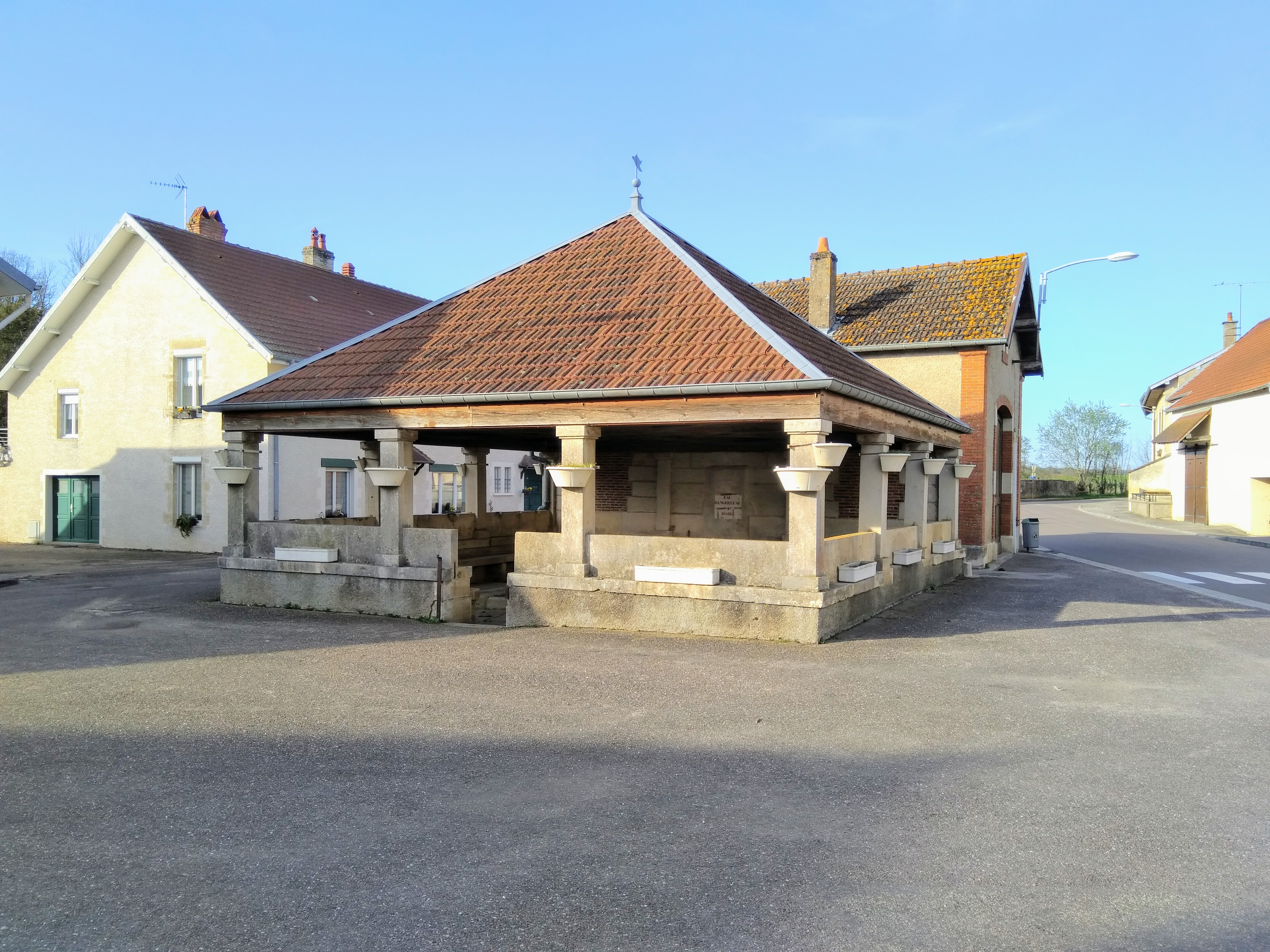
Lavoir

Im Ortszentrum steht das Lavoir (19. Jahrhundert) mit quadratischem Grundriss, dessen Dach von zehn Säulen getragen wird. Es diente einst als Brunnen, Waschhaus und Viehtränke.

## Bevölkerung
| Jahr                       | 1962 | 1968 | 1975 | 1982 | 1990 | 1999 |
| Einwohner                  | 628  | 757  | 969  | 973  | 1064 | 1034 |
| Quellen: Cassini und INSEE |      |      |      |      |      |      |

Mit 989 Einwohnern (2007) gehört Gray-la-Ville zu den kleineren Gemeinden des Département Haute-Saône. Nachdem die Einwohnerzahl in der ersten Hälfte des 20. Jahrhunderts stets im Bereich zwischen 420 und 480 Personen gelegen hatte, wurde bis zu Beginn der 1990er Jahre ein kontinuierliches Bevölkerungswachstum verzeichnet. Seither ist jedoch wieder ein leicht rückläufiger Trend zu beobachten. Gray-la-Ville gehört zum Agglomerationsraum Gray und ist mit der Nachbargemeinde Gray nahezu lückenlos zusammengewachsen.

## Wirtschaft und Infrastruktur
Gray-la-Ville war lange Zeit ein vorwiegend durch die Landwirtschaft (Ackerbau, Obstbau und Viehzucht) geprägtes Dorf. Heute gibt es verschiedene Betriebe des Einzelhandels und Dienstleistungsgewerbes für den täglichen Bedarf. Am Stadtrand von Gray entstanden in den letzten Jahren Gewerbe- und Industriezonen, in den sich Betriebe der Kunststoffverarbeitung, Feinmechanik und der Nahrungsmittelverarbeitung niederließen. In den letzten Jahrzehnten hat sich das Dorf auch zu einer Wohngemeinde gewandelt. Viele Erwerbstätige sind deshalb Wegpendler, die in den größeren Ortschaften der Umgebung ihrer Arbeit nachgehen.
Der Ort liegt abseits der größeren Durchgangsachsen an einer Departementsstraße, die von Gray nach Apremont führt.